# Grăncearovo, Silistra
Grăncearovo (în bulgară Грънчарово, în română Hasan Facî) este un sat în comuna Dulovo, regiunea Silistra, Dobrogea de Sud, Bulgaria. 
Între anii 1913-1940 a făcut parte din plasa Curtbunar a județului Durostor, România. Lângă localitate a mai existat o așezare (azi dispărută) numită Dorutlar în timpul administrației românești.

## Demografie
Componența etnică a satului Grăncearovo
     Turci (46,2%)
     Bulgari (51,12%)
     Nicio identificare (2,66%)
     Altele (0%)
La recensământul din 2011, populația satului Grăncearovo era de 487 locuitori. Din punct de vedere etnic, majoritatea locuitorilor (51,12%) erau bulgari, cu o minoritate de turci (46,2%). Pentru 2,66% din locuitori nu este cunoscută apartenența etnică.